# Чемпионат СССР по лыжным гонкам 1947
19-й лично-командный чемпионат СССР по лыжным гонкам проходил в Свердловске с 9 по 14 марта 1947 года. Соревнования проводились по семи дисциплинам — гонки на 18 и 50 км, эстафета 4×10 км, бег патрулей 30 км (мужчины), гонки на 5 и 8 км, эстафета 3х5 км (женщины).

## Медалисты

### Мужчины
|                    | Золото                                                                     | Серебро                                                                    | Бронза                                                                           |
| ------------------ | -------------------------------------------------------------------------- | -------------------------------------------------------------------------- | -------------------------------------------------------------------------------- |
| Гонка на 18 км     | Володин Пётр ЦДКА Москва                                                   | Латухин Николай «Зенит» Горький                                            | Орлов Павел «Зенит» Горький                                                      |
| Гонка на 50 км     | Матюшенков Валентин «Динамо» Москва                                        | Протасов Михаил «Спартак» Москва                                           | Володин Пётр ЦДКА Москва                                                         |
| Эстафета 4х10 км   | Москва Хрящиков Василий Иванов Алексей Смирнов Василий Матюшенков Валентин | РСФСР Латухин Николай Коротков Евгений Печников Григорий Орлов Павел       | Ленинград Криушевский Константин Варенцов Леонид Волков Леонид Демешко Александр |
| Бег патрулей 30 км | Москва Добрышин Алексей Ульмаев Ахид Чернев Герман Бучин Виктор            | РСФСР Латухин Николай Коротков Евгений Печников Григорий Храмцов Александр | РСФСР Шкенев Леонид Мохнаткин Д. Максимов Алексей Захаров Ф.                     |

### Женщины
|                 | Золото                                                  | Серебро                                                            | Бронза                                                          |
| --------------- | ------------------------------------------------------- | ------------------------------------------------------------------ | --------------------------------------------------------------- |
| Гонка на 5 км   | Плотникова Анастасия «Авангард» Свердловск              | Толмачева(Седнева) Зинаида «Динамо» Москва                         | Мельникова Анастасия Советская Армия РСФСР                      |
| Гонка на 8 км   | Плотникова Анастасия «Авангард» Свердловск              | Болотова Зоя «Пищевик» Москва                                      | Толмачева(Седнева) Зинаида «Динамо» Москва                      |
| Эстафета 3х5 км | РСФСР Ромашова Анна Початова Мария Плотникова Анастасия | Москва Толмачева(Седнева) Зинаида Воробьева Екатерина Болотова Зоя | Ленинград Макарова Нина Валентина Максунова Пожидаева Анастасия |